# The Decanter
The Decanter (englisch für Der Dekanter) ist eine Landspitze, die den südlichen Ausläufer von Tent Island in der Gruppe der Dellbridge-Inseln des antarktischen Ross-Archipels bildet.
Ihren deskriptiven Namen erhielt sie durch Teilnehmer der Terra-Nova-Expedition (1910–1913) des britischen Polarforschers Robert Falcon Scott.